# Five Nights at Freddy’s 4
Five Nights at Freddy’s 4 (deutsch etwa: Fünf Nächte bei Freddys 4; oft mit FNAF 4 bzw. FNaF-4 abgekürzt) ist ein Point-and-Click-Survival-Horror-Videospiel, das von Scott Cawthon erdacht und entwickelt wurde und den vierten Teil der Serie Five Nights at Freddy’s darstellt.

## Handlung
Der Großteil der Handlung von Five Nights at Freddy’s 4 wird, wie bereits in früheren Teilen der Reihe, in Minispielen im Stil der Atari 2600 vermittelt, die zwischen den Nächten des Hauptspiels stattfinden. Diese zeigen die letzten Tage eines kleinen, durchgängig weinenden, namenlosen Jungen, der kurz vor seiner Geburtstagsfeier in einer gerüchteumwobenen Pizzeria steht, vor der er sich sehr fürchtet. In der Pizzeria gibt es zwei Animatronics: einen großen gelben Bär namens Fredbear und einen gelben Hasen namens Spring-Bonnie. Das erste Minispiel, welches vor der ersten Nacht stattfindet, spielt fünf Tage vor der Geburtstagsfeier und mit jeder Nacht im Spiel rückt sie einen Tag näher. Der Junge wird im Verlaufe der Spiele massiv von seinem älteren Bruder schikaniert. Dieser findet beispielsweise großen Gefallen daran, seinen jüngeren Bruder zu erschrecken, indem er eine Foxy-Maske, die er scheinbar einem der Plüschtiere des Jungen abgerissen hat, anzieht, sich im Haus versteckt und dem Jungen auflauert. Mentale Unterstützung findet der Junge durch ein Fredbear‐Plüschtier, das mit ihm zu sprechen scheint und ihm überallhin folgt.
Im ersten Minispiel wurde der Junge in seinem Zimmer eingesperrt. Die Plüschpuppe erklärt ihm, dass er keine Angst haben müsse. Der Junge klopft mehrmals an die Tür und kauert sich dann davor zusammen, woraufhin die Puppe „Morgen ist ein weiterer Tag“ sagt. Alle drei nachfolgenden Episoden schließt Freddy mit diesem Satz ab und das Minispiel wird beendet. Zwischen der ersten und zweiten Nacht findet ein weiteres Minispiel statt, in dem der Junge wieder in seinem Zimmer startet, welches diesmal allerdings offen ist. Somit kann das Haus erkundet werden. Geht der Junge zu weit ins Wohnzimmer (rechts davon befindet sich ein Schlafzimmer), springt sein großer Bruder hinter dem Fernseher hervor und erschreckt das Kind, woraufhin das Minispiel endet.
Im dritten Minispiel, zwischen der zweiten und dritten Nacht, befindet sich der Junge in der Pizzeria, wo das Fredbear‐Plüschtier behauptet, dass „er“ den Kleinen mit Absicht hier gelassen habe, da „er“ wisse, dass der Junge den Ort hasse. Aber der Junge sei ja in der Nähe des Ausgangs und könne schnell entkommen. Es ist unklar, ob mit „er“ der Bruder des Kindes gemeint ist oder der Vater. Versucht der Spieler, nach links ins Restaurant zu gehen, erinnert die Puppe ihn an das, „was [er] gesehen ha[be]“ und hält den Jungen zurück. Steuert der Spieler den Jungen zum Ausgang, erscheint ein Mann in einem Fredbear‐Kostüm. Die Puppe weist den Jungen nun an, wegzurennen und jemanden zu finden, der ihm helfen könne. Der Junge wisse, was passieren würde, wenn „er“ ihn fange. Wenn der Spieler nach links, in den Partysaal der Pizzeria geht, sieht er die Schatten der Animatronics auf der Bühne im Hintergrund. Die Plüschpuppe versichert dem Jungen, dass er Hilfe finden könne, wenn er stark genug sei, diesen Raum zu durchqueren. In der Mitte des Raumes bricht der Junge jedoch weinend zusammen, was das Ende des Minispiels darstellt.
Das vierte Minispiel fängt wieder in der Pizzeria an, dieses Mal ist es jedoch möglich, sie zu verlassen, worauf auch das Plüschtier hinweist. Draußen lässt sich ein ganzer Straßenzug erkunden, auf dem sich viele andere Kinder aufhalten. Die Kinder reden über die Gerüchte um die Pizzeria, über ihre Sammelfiguren und die bevorstehende Geburtstagsfeier des Protagonisten. Sie belächeln ihn allerdings ob seiner Angst vor dem Restaurant. Schließlich kommt der Junge zu seinem Haus, wo er sein Zimmer betritt und ein weiteres Mal von seinem Bruder erschreckt wird, der diesmal unter dem Bett hervorkommt.
Im fünften Minispiel ist der Jungen im Ersatzteillager des Restaurants eingesperrt, wo er verzweifelt darum bettelt, freigelassen zu werden und sich schließlich wieder zusammenkauert. Die Fredbear‐Puppe ist in diesem und im nächsten Minispiel nicht anwesend.
Nach der fünften Nacht findet das sechste Minispiel statt, welches den Geburtstag des Jungen zeigt. Während der Geburtstagsfeier kesseln der große Bruder und seine Freunde, die alle Masken der Animatronic-Charaktere Freddy Fazbear, Bonnie, Chica und Foxy tragen, den Protagonisten ein, hieven ihn hoch und zerren ihn, trotz Flehens und Weinens, zur Showbühne. Die Gruppe steckt den kleinen Jungen mit dem Kopf voran in das geöffnete Maul von Fredbear und alle lachen dabei. Das verzweifelte Strampeln des Kindes führt dazu, dass das Maul des Animatronics zuschnappt und dabei den Kopf des Jungen zerquetscht. In diesem Moment hören der Bruder und seine Freunde schlagartig auf zu lachen.
Auch nach der sechsten Nacht findet ein Minispiel statt. Es zeigt den Protagonisten der bisherigen Minispiele in einer grauen Umgebung vor seinen Plüschtieren, die er im Spiel als seine „einzigen Freunde“ bezeichnet hatte. Eine Stimme fragt den Jungen, ob er ihn hören kann und entschuldigt sich bei ihm. Eine weitere Stimme merkt an, dass er „kaputt“ sei und man ihn „wieder zusammensetzen“ würde. Während die Stimmen sprechen, verschwindet ein Plüschtier nach dem anderen. Am Ende verschwindet auch der Junge selber, wobei im Hintergrund die Nulllinie eines Herzfrequenzmessgeräts hörbar ist, was auf seinen Tod hindeutet.
Am Ende der siebten Nacht findet sich anstatt eines weiteren Minispiels eine mehrfach verschlossene Truhe. Über der Truhe erscheint nach einiger Zeit der Text „Möglicherweise sollten manche Dinge vergessen bleiben, zumindest für jetzt“. Es gibt keinen Weg, die Truhe zu öffnen.

### Interpretation
Aufgrund seiner Erzählweise und der vielen angefangenen Handlungspunkte blieb die Handlung von FNaF 4 noch Jahre nach seinem Erscheinen in der Community stark umstritten. Über die Einzelheiten und Bedeutungen des Spiels wurden eine Vielzahl von Theorien aufgestellt, die teils lebhaft diskutiert werden.
Am 25. August 2015 zeigte sich Scott Cawthon in einem Steam‐Post enttäuscht darüber, dass die Community es nicht geschafft habe, die Handlung des Spiels zu lösen und kündigte an, die am Ende der siebten Nacht gezeigte Box nicht zu öffnen, da er fürchte, die Fans würden die Auflösung der Handlung nicht akzeptieren.

## Spielprinzip

### Handlungsort
Im Gegensatz zu den vorherigen Spielen der Five-Nights-at-Freddy’s-Reihe ist der Handlungsort kein Sicherheitsbüro eines Nachtwächters, sondern ein Kinderschlafzimmer. Es gibt keine Kameras und es gibt auch keinen Phone Guy, der dem Spieler während des Spiels Instruktionen gibt. Stattdessen hält sich der Spieler in der Zimmermitte auf, von wo aus er – wahlweise – zur linken Tür, zum mittig gegenüberliegenden Wandschrank, zur rechten Tür oder zum Bett hinter sich laufen kann. Die Türen und der Schrank können geschlossen werden, solange der Spieler sie aktiv zuhält.

### Spielregeln
Gespielt wird im Einzelspielermodus. Die Aufgabe des Spielers ist es, die Türen, den Wandschrank und das Bett auf Animatronics zu überprüfen. Der Spieler ist, ähnlich wie im zweiten Spiel, mit einer Taschenlampe ausgestattet, die aber diesmal keine Batteriebeschränkung hat. Insgesamt gibt es acht Nächte, die jeweils immer schwieriger werden. Die siebte Nacht heißt wie die sechste aus FNaF 3 Nightmare, die achte 20/20/20/20, was eine Anspielung auf den schwierigsten Spielmodus des ersten Spiels ist.
Die Taschenlampe kann zum Abwehren von nahen Animatronics genutzt werden: Um ganz sicher zu gehen, muss der Spieler den langen Flur hinter der jeweiligen Tür ausleuchten. Etwaige Animatronics am Ende des Ganges werden sich sofort zurückziehen. Das Beleuchten des Flures birgt allerdings das Risiko, dass ein Animatronic der bereits in der Türschwelle lauert, den Spieler angreift, was einen Jumpscare und das Ende des Spiels zur Folge hätte. Der Spieler kann jedoch hören, ob ein Animatronic in der Türschwelle lauert, da er in diesem Fall ein gurgelndes, schweres Atmen von sich gibt. In diesem Falle sollte die Tür umgehend geschlossen und für einige Sekunden zugehalten werden, bis sich der Animatronic zurückzieht.
Der zweite wichtige Punkt ist der Wandschrank. Er besitzt zwei große Klapptüren und steht immer etwas offen. Aus dem Schrank greift Nightmare Foxy an, der aber im regulären Spiel nie dort starten wird. Wie Nightmare Bonnie und Nightmare Chica bewegt er sich durch die Hallen des Hauses, greift aber von beiden Seiten an. Er kann ebenfalls durch die Taschenlampe zum Rückzug bewegt werden. Erreicht er jedoch die Tür bewegt er sich zum Wandschrank, was dem Spieler durch eine kurze Bewegung der Schranktüren gezeigt wird. Nightmare Foxy hat in dem Schrank mehrere Phasen, von einem Status als harmlose Puppe bis zum Rausragen aus dem Schrank und Anschreien des Spielers. Solange er nicht angeleuchtet wird, schreitet er in den Phasen fort. Wird er in der letzten Phase zu lange nicht beachtet, greift er den Spieler an. Nightmare Foxy kann wieder in tiefere Phasen gebracht werden, indem die Schranktüren geschlossen werden. Der Wandschrank stellt eine Hommage an die Pirate Cove aus dem ersten Teil dar.
Der dritte Angriffspunkt ist das Bett. Unter diesem verbirgt sich Nightmare Freddy. Auf dem Bett erscheinen nach und nach drei Plüschtier-Versionen von Nightmare Freddy, die der Spieler durch Anleuchten mit der Taschenlampe vertreiben kann. Tut er dies nicht, rufen die drei Minifreddys Nightmare Freddy, welcher den Spieler angreift. Die drei Minifreddys sind eine Art von Countdown, wobei das Prinzip an die Musik-Box aus FNaF 2 erinnert. Allgemein fängt der Bildschirm an zu flackern, wenn der Angriff eines Animatronic kurz bevorsteht.
In der fünften Nacht wandelt sich das Spielprinzip stark, da alle bisherigen Gegner durch Nightmare Fredbear ersetzt werden. Dieser greift von allen Seiten an und lässt sich durch die Taschenlampe nicht verschrecken. Ein leises Bewegungsgeräusch macht den Spieler darauf aufmerksam, dass er die Hallen gewechselt hat. In der Halle, in der er sich befindet, muss die Tür geschlossen werden, wodurch er sich wieder zurückzieht. Wenn Nightmare Fredbear lacht, hat er sich entweder auf das Bett oder in den Schrank bewegt, dies gilt jedoch nicht, wenn nach dem Lachen wieder das Bewegungsgeräusch zu hören ist. Ist er im Schrank müssen dessen Türen geschlossen werden, bis er ihn verlässt, ist er auf dem Bett muss er angeleuchtet werden, bis er verschwindet. Nightmare Fredbear tritt auch in der sechsten Nacht auf, allerdings erst ab 04:00 Uhr. Das Gleiche gilt für den genau gleich funktionierenden Nightmare, der nur in der siebten und achten Nacht erscheint.
Der Spieler wird nach dem Erreichen bestimmter Meilensteine im Spiel durch Sterne auf dem Hauptmenü belohnt. Die ersten vier Sterne werden vergeben, nachdem jeweils die fünfte, sechste, siebte und achte Nacht durchgespielt wurde. Vier weitere Sterne werden ausgegeben, wenn die siebte Nacht jeweils in einem der vier schwierigeren Modi die durch das Extra‐Menü einschaltbar sind geschafft wird. Ein weiterer Stern ist erreichbar, wenn die siebte Nacht mit den Modi Blind Mode, Mad Freddy und Insta‐Foxy gleichzeitig durchgespielt wird und noch einer wenn der Spieler sie im All‐Nightmare‐Modus und Blind Mode gleichzeitig schafft.

#### Halloween Update
Das Halloween Update spielt sich größtenteils gleich zum regulären Spiel, da die Veränderungen fast alle ästhetisch sind. Die einzige die einen Unterschied im Spiel bewirkt ist die Verwandlung von Nightmare Foxy zu Nightmare Mangle, da Nightmare Mangle durchgehend Statik emittiert, die den Spieler ablenken kann.

### Minispiele
Nach jeder einzelnen geschlagenen Nacht kann der Spieler ein zeitlich abgepasstes Minigame mit dem Namen Fun with Plushtrap (deutsch „Spaß mit Plushtrap“) spielen, jede Runde währt in Realzeit etwa 80 Sekunden. Der Spieler hat die Aufgabe, ein besessenes Plüschtier namens Plushtrap innerhalb der 80 Sekunden an eine mit einem „X“ markierte Stelle auf dem Boden zu lotsen. Das Plüschtier sitzt auf einem Stuhl, welcher sich am Ende eines langen Flures mit vier Türen befindet. Der Spieler muss seine Taschenlampe immer wieder ein- und ausschalten, da Plushtrap sich nur bewegt wenn es dunkel ist. Wird er angeleuchtet wird, solange er im Flur ist, hört er sofort auf sich zu bewegen oder versteckt sich. Er wird deshalb von Tür zu Tür huschen und versuchen, sich zunächst in den Türrahmen zu verstecken und danach, sich an den Spieler heranzupirschen, bis er nah genug ist, um anzugreifen. Wenn der Spieler es zuwege bringt, dass Plushtrap auf dem „X“ landet, darf er die nächste Nacht um 02:00 Uhr starten. Dieser Bonus lässt sich nur einmal nutzen und nach einem Game Over (wenn der Spieler die Runde also verliert) startet die Nacht wieder um 00:00 Uhr. Im Halloween Update wird Plushtrap durch Nightmare Ballon Boy ersetzt, ohne dass sich das Spielprinzip ändert.
Daneben wird der Spieler, gleich zu Spielbeginn und nach jeder erfolgreichen Nacht, in ein Minigame versetzt, das die Hintergrundgeschichte zu FNaF-4 erzählen soll. Die Grafik der Minigames ist jener des Atari 2600 nachempfunden. Während der Minigames schlüpft der Spieler in die Rolle des jungen, namenlosen Protagonisten.

### Extra‐Menü
Nach Abschluss der fünften Nacht kann ein Extra‐Menü benutzt werden, dass es erlaubt Modelle und Jumpscares der einzelnen Animatronics zu sehen, sowie das Spiel zu erleichtern oder zu erschweren. Außerdem kann die siebte Nacht, Nightmare und nach ihrem Abschluss, beim Eintippen von „20202020“ die achte Nacht, 20/20/20/20 gestartet werden. Die Spielerleichterungen können eine Karte ins Spiel einfügen auf der immer die Aufenthaltsorte der Animatronics verzeichnet sind, die Nächte deutlich kürzer machen und ein Gefahren-Messgerät einfügen, dass Alarm schlägt, wenn der Spieler vor einer Tür steht, hinter der sich direkt ein Animatronic befindet. Außerdem kann Fun with Plushtrap, beziehungsweise Fun with Balloon Boy gespielt werden um den früheren Startzeitpunkt in den Nächten zu erhalten. Schwieriger kann das Spiel durch einen Blind-Modus (Blind Mode), einen deutlich aktiveren Nightmare Freddy (Mad Freddy, dt. Wütender Freddy), einen Nightmare Foxy der zu Beginn des Spiels bereits im Schrank ist (Insta‐Foxy, dt. Sofort‐Foxy) und einen Modus in dem in der ganzen Nacht nur Nightmare, beziehungsweise Nightmarionne angreift (All Nightmare, dt. Nur Alptraum) werden.
Die Menüs zur Erleichterung und Erschwerung des Spiels können erst benutzt werden, nachdem 20/20/20/20 durchgespielt wurde. Das Jumpscare‐Menü öffnet sich erst nach der sechsten Nacht, genauso wie Fun with Plushtrap. Fun with Balloon Boy ist erst nach 20/20/20/20 benutzbar.

## Antagonisten
In Five Nights at Freddy’s 4 gibt es insgesamt sieben Antagonisten. Es bleibt offen, ob sie echt, traumagenerierte Albträume, oder bloße Spukerscheinungen sind. Allen Animatronics ist gemeinsam, dass sie abgegriffen und durchlöchert wirken.

### Reguläres Spiel
- Nightmare Freddy: Er ist dem Animatronic Freddy Fazbear aus dem ersten Spieleteil nachempfunden. Nightmare Freddy ist ein großer, anthropomorpher Bär mit Zylinderhut und Fliege. Im Gegensatz zum Original besitzt Nightmare Freddy fünf, statt vier, Finger, die in nadelspitzen Klauen enden. Sein Maul ist mit mehreren Reihen aus scharfen Zähnen bespickt. Er befindet sich unter dem Bett des Protagonisten. Auf diesem erscheinen nach und nach drei kleinere, Freddles genannte Versionen von Nightmare Freddy, die der Spieler mit seiner Taschenlampe verscheuchen muss. Tut er dies nicht, greift Nightmare Freddy ihn an.
- Nightmare Bonnie: Er ist dem Animatronic Bonnie aus dem ersten Spieleteil nachempfunden. Auch Nightmare Bonnie ist ein lavendelblauer, anthropomorpher Hase. Wie Nightmare Freddy hat Nightmare Bonnie fünf-fingrige klauenbesetzte Hände. Außerdem stehen ihm zu beiden Seiten seiner Schnauze mehrere Schnurrhaare ab. Nightmare Bonnie erscheint stets in der linken Halle.
- Nightmare Chica: Sie ist dem Animatronic Chica aus dem ersten Spieleteil nachempfunden. Nightmare Chica ist ebenfalls ein anthropomorphes, senfgelbes Küken mit Lätzchen um den Hals. Erstmals in der Five Nights at Freddy’s-Serie besitzt ihr Cupcake einen eigenen Jumpscare, wenn der Spieler von Nightmare Chica im Raum, anstatt an der Tür, angegriffen wird. Nightmare Chica erscheint stets in der rechten Halle.
- Nightmare Foxy: Er ist dem Charakter Foxy aus dem ersten Spieleteil nachempfunden. Nightmare Foxy ist ein anthropomorpher Rotfuchs mit Enterhaken anstelle der linken Hand. Er bewegt sich durch die Hallen und nähert sich dem Wandschrank von dem aus er angreifen kann, wenn er ihn erreicht. Der Wandschrank stellt eine Hommage an die Pirate Cove aus FNaF 1 dar.
- Plushtrap: Er sieht wie eine geschrumpfte Kopie des Animatronics Springtrap aus Five Nights at Freddy’s 3 aus. Plushtrap ist ein knapp hüfthoher, anthropomorpher und graugelber Stoffhase mit großen, starren Kulleraugen und zwei Reihen spitzer Zähne. Durch sie sieht er aus, als würde er permanent grinsen. Plushtrap erscheint innerhalb einer Serie von zeitlich begrenzten Spezialrunden – sie dauern etwa 80 Sekunden –, in denen er versucht, seinen Kinderstuhl zu verlassen. Gemäß den 8-Bit-Minispielen ist Plushtrap aus einer Fingerfalle hervorgegangen.

- Nightmare Fredbear: Er sieht Nightmare Freddy sehr ähnlich. Allerdings ist sein Körper gelb und sein Zylinderhut und seine Fliege lila. Sein Bauch sieht aus, als würde sie aus einem geschlossenen Maul mit spitzen Zähnen bestehen. Nightmare Fredbear wird ab der fünften Nacht aktiv und ist besonders aufdringlich. Er kann in beiden Fluren, auf dem Bett und sogar im Wandschrank auftauchen. Ist Nightmare Fredbear aktiv, ist er bis zum Ende der Nacht der einzige Gegner.
- Nightmare: Nightmare sieht genauso aus wie Nightmare Fredbear, nur pechschwarz, mit goldfarbenem Zylinderhut und Fliege und roten Augen. Er verhält sich auch wie Nightmare Fredbear, ist aber deutlich aggressiver und tritt nur in der siebten und achten Nacht auf. Laut einiger Theorien verkörpert Nightmare den Tod.

### Zusätzliche Gegner (aus dem sog.Halloween Update)
- Jack‐O‐Bonnie/Jack‐O‐Chica: Zwei Charaktere, die Nightmare Bonnie und Nightmare Chica jeweils sehr ähnlich sehen, aber von innen mit einem starken orangen Licht leuchten. Jack‐O‐Chica hat außerdem einen Kürbis in der Hand, anstatt eines Cupcakes.
- Nightmare Mangle: Nightmare Mangle basiert auf Mangle aus Five Nights at Freddy's 2. Es nimmt die Rolle von Nightmare Foxy ein. Ist es einmal im Schrank, erzeugt es die gleichen Geräusche wie in FNaF 2. Wird es zu lange nicht angeleuchtet, erfolgt ein Jumpscare.
- Nightmare Ballon Boy: Nightmare Balloon Boy ist Balloon Boy aus FNaF 2 nachempfunden und nimmt die Rolle von Plushtrap in Fun with Ballon Boy ein. Er wurde im Halloween Update hinzugefügt, erscheint aber auch in der regulären Version des Spiels.
- Nightmarionne: Nightmarionne ist dem Charakter The Puppet aus FNaF 2 nachempfunden und übernimmt die Rolle von Nightmare im Halloween Update.

## Entwicklung
Schon wenige Tage nach der Veröffentlichung von Five Nights at Freddy’s 3 wurde auf scottgames.com das Bild eines Zylinders, wie ihn Freddy Fazbear trägt, der auf karierten Fliesen, wie die Pizzerien der Reihe sie benutzen liegt und auf den ein Scheinwerfer gerichtet ist. Dies führte, auch aufgrund des Endes von FNaF 3 zu Vermutungen, dass das Ende der Serie gekommen sei. Am 22. April 2015 wurde jedoch der Hut aus dem Bild entfernt, was Spekulationen über einen neuen Teil der Reihe auslöste.
Am 27. April 2015 wurde auf der Webseite ein Teaser veröffentlicht, der Nightmare Freddy zeigte, wie er seinen Hut hochhebt, während die Freddles auf ihm rumkriechen. Das Bild beinhaltete einen Titel für das Spiel, The Final Chapter (dt. Das letzte Kapitel) und gab als Veröffentlichungsdatum den 31. Oktober 2015 an, also Halloween. In den folgenden Wochen wurden auf der Seite Bilder der restlichen Nightmare‐Animatronics hochgeladen, in der Reihenfolge Nightmare Bonnie, Nightmare Chica, Nightmare Foxy und Nightmare Fredbear. Jeder dieser Teaser beinhaltet eine Variation des Satzes „War ich es?“ und wenn er mit einem Bildbearbeitungsprogramm erhellt wird, das Wort „Nightmare“. „Nightmare“ ist auch schon in dem Teaser von Nightmare Freddy zu finden, während in dem Nightmare‐Foxy‐Teaser zusätzlich „Außer Betrieb“ steht, was bei Verdunklung des Bilds sichtbar wird. Der Satz „War ich es?“ und der Quelltext der Seite, der große Mengen der Zahlen 8 und 7 beinhaltete, ließ Fans vermuten, dass das Spiel sich um den Biss von ’87 drehen wird.
Zwischen dem Nightmare‐Foxy‐ und dem Nightmare‐Fredbear‐Teaser wurde am 12. Juni ein Bild veröffentlicht, das einen blitzblanken Boden aus karierten Fliesen zeigt, auf dem ein lila Zylinder und eine lila Fliege liegen, auf die ein Scheinwerfer gerichtet ist. Bei Erhellung zeigt sich ein Schriftzug, der den Inhalt des Bildes als Besitz einer Firma ausgibt, deren Namen zum größten Teil verdeckt ist. Die häufigste Theorie für die Identität der Firma war Fredbear’s Family Diner, die in FNaF 2 als ursprüngliche Besitzer der Restaurantkette genannt wurden. Am 9. Juli wurde ein weiterer Teaser hochgeladen, der Plushtrap auf seinem Stuhl sitzend in dem Flur, in dem er auch im Spiel zu finden ist, zeigt.
Scott Cawthon erklärte am 12. Juli in einer E‐Mail an den bekannten FNaF‐YouTuber Dawko, dass FNaF 4 am Jubiläum der Veröffentlichung des ersten Spiels, dem 8. August 2015 herauskommen werde. In derselben E-Mail kündigte er auch einen Trailer an. Der Trailer wurde am 13. Juli auf Scott Cawthons YouTube‐Kanal hochgeladen und zeigte zum ersten Mal Gameplay.
Verschiedene bekannte Five‐Nights‐at‐Freddy’s‐YouTuber erhielten am 21. Juli eine Demoversion des Spiels, das schließlich ohne weitere Ankündigung am 23. Juli veröffentlicht wurde, da Cawthon nicht länger auf einem fertigen Produkt sitzen wollte. Das Spiel war zunächst für Computer auf der Plattform Steam herunterladbar, am 25. Juli erschien eine Android-Version und eine iOS-Version folgte am 5. August 2015.

### Halloween Update
In der E‐Mail am 12. Juli 2015, in der auch die Vorverlegung des Veröffentlichungsdatums von FNaF 4 angekündigt wurde, gab Scott Cawthon auch bekannt, dass am ursprünglichen Erscheinungsdatum des Spiels stattdessen ein kostenloses Update mit einigen zusätzlichen Inhalten herauskommen würde. Cawthon stellte seine Pläne für das Update am 25. August detaillierter da. Er stellte ein Menü für Cheats und eins für Challenges, die auch mit neuen Sternen auf dem Hauptmenü einhergingen, in Aussicht.
Im Zeitraum zwischen dem 15. und dem 29. Oktober 2015 lud Cawthon mehrere Teaser auf seiner Webseite hoch die die neuen Animatronics des DLC in der Reihenfolge Jack‐O‐Bonnie, Nightmare Balloon Boy, Nightmarionne, Nightmare Mangle und Jack‐O‐Chica zeigten. Das Update wurde schließlich am 30. Oktober 2015 veröffentlicht.

## Kritiken
Five Nights at Freddy’s 4 erhielt insgesamt durchschnittliche Kritiken. Die Spielewebsite Gamerankings.com verlieh dem Spiel 70 %. Andere Websites, wie zum Beispiel TouchArcade (3 von 5 Sternen), 148Apps (3,5 von 5 Sternen) und Gamezebo (4 von 5 Sternen) werten FNaF 4 ebenfalls positiv.
Spielekritiker wie Nadia Oxford verliehen dem Spiel 4 von 5 möglichen Sternen und lobten die intensive Atmosphäre, die düstere Hintergrundgeschichte sowie das traurige Ende. Einzig bemängelt wurde die Tatsache, dass die – für die Hintergrundgeschichte wichtigen – 8Bit-Minigames in der Android-Version fehlen. Ähnlich wohlwollend zeigte sich auch Angelo M. D'Argenio, welcher lobend hervorhob, dass der Spieler mehr auf sein gutes Gehör setzen müsse, als auf flackernde Kamerabildschirme.
Andere Spielekritiker, wie zum Beispiel Nic Rowen, zeigten sich weniger gnädig und kritisierten vor allem, dass FNaF 4 einfallslos und unkreativ sei. Außerdem seien Spielemechanik und Charakterdesign zu sehr an den ersten Spieleteil angelehnt, was FNaF 4 enttäuschend vorhersehbar mache. Ebenfalls bemängelte Rowen, dass auch FNaF 4 nicht in der Lage sei, altbekannte Rätsel und Theorien um die Hintergrundgeschichte der Five‐Nights‐at‐Freddy’s-Saga aufzuklären und stattdessen nur noch mehr Gerüchte geschaffen habe.